# Műkorcsolya az 1924. évi téli olimpiai játékokon
Az 1924. évi téli olimpiai játékokon a műkorcsolya versenyszámait Chamonix olimpiai stadionjában rendezték meg január 28. és 31. között. Egy férfi, egy női és a páros versenyszámban osztottak érmeket.
A műkorcsolya a nyári olimpiai játékok programjából került a téli olimpiára.

## Részt vevő nemzetek
A versenyeken 11 nemzet 29 sportolója vett részt.
- Ausztria (AUT) (4)
- Belgium (BEL) (3)
- Csehszlovákia (TCH) (1)
- Egyesült Államok (USA) (3)
- Finnország (FIN) (2)
- Franciaország (FRA) (5)
- Kanada (CAN) (2)
- Nagy-Britannia (GBR) (6)
- Norvégia (NOR) (1)
- Svájc (SUI) (1)
- Svédország (SWE) (1)

## Éremtáblázat
(A rendező nemzet csapata eltérő háttérszínnel, az egyes számoszlopok legmagasabb értéke vagy értékei vastagítással kiemelve.)
| Az 1924. évi téli olimpiai játékok éremtáblázata műkorcsolyában | Az 1924. évi téli olimpiai játékok éremtáblázata műkorcsolyában | Az 1924. évi téli olimpiai játékok éremtáblázata műkorcsolyában | Az 1924. évi téli olimpiai játékok éremtáblázata műkorcsolyában | Az 1924. évi téli olimpiai játékok éremtáblázata műkorcsolyában | Olimpia  |
| --------------------------------------------------------------- | --------------------------------------------------------------- | --------------------------------------------------------------- | --------------------------------------------------------------- | --------------------------------------------------------------- | -------- |
|                                                                 | Ország                                                          | Arany                                                           | Ezüst                                                           | Bronz                                                           | Összesen |
| 1.                                                              | Ausztria (AUT)                                                  | 2                                                               | 1                                                               | 0                                                               | 3        |
| 2.                                                              | Svédország (SWE)                                                | 1                                                               | 0                                                               | 0                                                               | 1        |
|                                                                 |                                                                 |                                                                 |                                                                 |                                                                 |          |
| 3.                                                              | Egyesült Államok (USA)                                          | 0                                                               | 1                                                               | 0                                                               | 1        |
| 3.                                                              | Finnország (FIN)                                                | 0                                                               | 1                                                               | 0                                                               | 1        |
|                                                                 |                                                                 |                                                                 |                                                                 |                                                                 |          |
| 5.                                                              | Franciaország (FRA)                                             | 0                                                               | 0                                                               | 1                                                               | 1        |
| 5.                                                              | Nagy-Britannia (GBR)                                            | 0                                                               | 0                                                               | 1                                                               | 1        |
| 5.                                                              | Svájc (SUI)                                                     | 0                                                               | 0                                                               | 1                                                               | 1        |
|                                                                 |                                                                 |                                                                 |                                                                 |                                                                 |          |
| Összesen                                                        | Összesen                                                        | 3                                                               | 3                                                               | 3                                                               | 9        |

## Érmesek
| Az 1924. évi téli olimpiai játékok érmesei műkorcsolyában |                                                   |                                                          |                                                   |
| Versenyszám                                               | Arany                                             | Ezüst                                                    | Bronz                                             |
| Férfi                                                     | Gillis Grafström · Svédország (SWE)               | Willy Böckl · Ausztria (AUT)                             | Georges Gautschi · Svájc (SUI)                    |
| Női                                                       | Herma Szabo · Ausztria (AUT)                      | Beatrix Luoghran · Egyesült Államok (USA)                | Ethel Muckelt · Nagy-Britannia (GBR)              |
| Páros                                                     | Ausztria (AUT) · Helene Engelmann · Alfred Berger | Finnország (FIN) · Ludovika Jakobsson · Walter Jakobsson | Franciaország (FRA) · Andrée Joly · Pierre Brunet |